# Norran

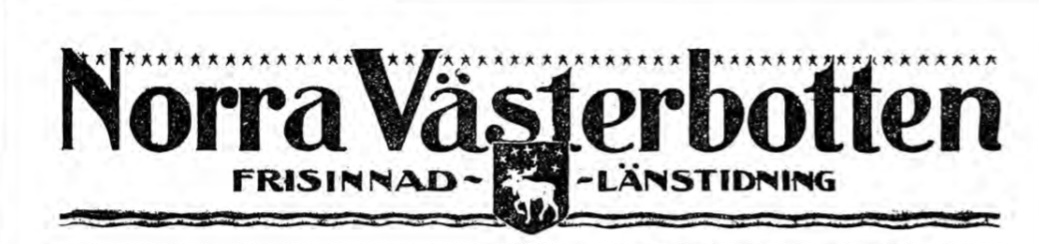
Logotypen för Norra Västerbotten, 1916.

Norran (tidigare Norra Västerbotten) är en svensk frisinnat liberal dagstidning grundad 1910 med utgivningsort Skellefteå. Den utkommer alla dagar utom söndagar. TS-upplagan var 2019 19 200.
Fram till 2009 var tidningens namn Norra Västerbotten. I samband med hundraårsjubileet 2010 ändrades namnet till Norran efter vad som tidigare varit dess informella namn. 
Tidningen har sitt huvudsakliga nyhetsområde i Skellefteå, Malå, Norsjö, Arvidsjaurs och Arjeplogs kommuner samt Nysätra socken i Robertsfors kommun. Bevakningen av Arvidsjaur och Arjeplog sker i samarbete med Piteå-Tidningen.
De första provnumren av Norran utkom i december 1910 och det första ordinarie numret kom ut den 1 januari 1911. Tidningen Norran ägdes fram till 2019 till 99,8 procent av Stiftelsen Skelleftepress. Tidningen ägdes under några år på 2000-talet till 89,8 procent av Stiftelsen Skelleftepress och till 10 procent av Stiftelsen VK-press. Samarbetet med Västerbottens-Kuriren avbröts dock och tidningen blev återigen helägd av sin ägarstiftelse.
I december 2019 såldes Norrans medierörelse och bildade tillsammans med Norrbottens Media (Norrländska Socialdemokraten och Norrbottens-Kuriren) och Piteå-Tidningen det nya mediebolaget Norr Media AB. Norr Medias majoritetsägare var Norrköpings Tidningars Media AB (NTM), en av Sveriges största mediekoncerner för lokalpress. I samband med samgåendet flyttades Norrans administrativa funktioner till central koncernnivå. Vd för hela Norr Media blev Mats Ehnbom. Mellan år 2020 och 2023 hade Norran i stället för chefredaktör en redaktionschef med placering i Skellefteå.
Under 2023 lades de lokala mediehusen inom NTM-koncernen ner (för Norrans del Norr Media) och alla vd-tjänster försvann. Norran ingår sedan dess som en titel direkt i moderbolaget NTM Media. I samband med denna förändring fick även alla titlar en egen chefredaktör igen.  
Norran har sedan 2010-talet tydligt stärkt sin digitala närvaro. 2020 hade Norran tre huvudsakliga plattformar: papperstidningen Norran, e-tidningen e-Norran och sajten norran.se. De digitala prenumeranterna utgjorde knappt 32 % av den totala prenumerantskaran. Printupplagan var cirka 13 000 och papperstidningen hade cirka 32 procent hushållstäckning i Skellefteå kommun. Norrans totala hushållstäckning var vid utgången av 2020 knappt 53 procent i Skellefteå, 56 procent i Norsjö och 44 procent i Malå. I mätningen Orvesto Konsument 2020:3 angavs nettoräckvidden till 65 000. 
2024 tillhör Norran dem som har högst digital trafik av alla NTM-koncernens titlar och även klart högst läsarengagemang. Andelen helt digitala kunder har passerat 50 procent, utan att totalupplagan har sjunkit.
Under 2023 lanserades Norran English, en engelskspråkig avdelning på Norran.se riktad mot de många nyinflyttade Skellefteåbor från andra länder som kommer tack varje batterifabriken Northvolts etablering. 

## Chefredaktörer (1910–2019, 2023–) och redaktionschef (2020–2023)
- Ivar Österström 1910–1913
- Anton Wikström 1913–1935
- Zolo Stärner 1935–1953
- K H Wikström 1953–1978
- Rolf Brandt 1978–1989
- Stig Ericsson 1989–1997
- Birger Thuresson 1997–1999
- Ola Theander 1999-2004
- Sofia Olsson Olsén 2004–2006
- Anders Steinvall 2006–2008
- Anette Novak 2009–2011[3][4]
- Lars Andersson 2012–2016[5]
- Marcus Melinder 2016–2019[6][7]
- Helena Strömbro Ershag 2020–2023[8]
- Malin Christoffersson 2023–[9]